# Махарце
Махарце (пол. Macharce) — село в Польщі, у гміні Пласька Августівського повіту Підляського воєводства.
Населення — 65 осіб (2011).
У 1975-1998 роках село належало до Сувальського воєводства.

## Демографія
Демографічна структура станом на 31 березня 2011 року:
|          | Загалом | Допрацездатний вік | Працездатний вік | Постпрацездатний вік |
| -------- | ------- | ------------------ | ---------------- | -------------------- |
| Чоловіки | 34      | 7                  | 24               | 3                    |
| Жінки    | 31      | 4                  | 17               | 10                   |
| Разом    | 65      | 11                 | 41               | 13                   |